# 弗拉迪米尔·科茨曼
弗拉迪米尔·科茨曼（捷克語：Vladimír Kocman，1956年4月5日—），捷克男子柔道运动员。他曾代表捷克斯洛伐克参加1980年夏季奥林匹克运动会柔道比赛，获得男子95公斤以上级铜牌。